# Stazione di Nesima
Stazione di Nesima egy vasútállomás Olaszországban, Szicília régióban, Catania megyében, Catania településen.

## Vasútvonalak
Az állomást az alábbi vasútvonalak érintik:
- Ferrovia Circumetnea